# Pas en fals
Pas en fals (títol original: One False Move) és una pel·lícula estatunidenca dirigida per Carl Franklin, estrenada l'any 1992. Ha estat doblada al català.

## Argument
Aquest film porta per les carreteres dels EUA seguint la fugida d'un trio homicida compost de la ingènua Fantasia, el verdader nom de la qual és Lila Walker; els altres dos són el psicòpata incontrolable Ray Malcolm que no és altre que el seu amant violent, i el reflexiu però perillós Lenny Franklin (anomenat "Pluto"); acuitats per col·locar la cocaïna robada en una massacre. La policia de Los Angeles els va al darrere i decideix vigilar la casa de l'oncle d'un dels protagonistes a Star City, Arkansas. En aquesta petita ciutat, la vida és plàcida, al xèrif (Bill Paxton), li diuen Huracà. La mà sobre l'estrella, és un bon poli, sempre a punt per ajudar el seu proïsme sense mai fer servir el seu revòlver. És l'ocasió d'una trobada entre dos mons allunyats: polis de ciutat i del camp. Durant aquest temps, els bandits s'acosten sembrant de cadàvers el seu pas.

## Repartiment
- Bill Paxton: Dale "Hurrican" Dixon
- Cynda Williams: Fantasia - Lila Walker
- Billy Bob Thornton: Ray Malcolm
- Michael Beach: Lenny "Pluto" Franklin
- Jim Metzler: Dud Cole
- Earl Billings: John McFeely
- Robert Ginnaven: Charlie
- Phyllis Kirklin: Mme Walker
- John Mahon: El Cap Jenkins
- Jesse Dabson: Beaver
- Rocky Giordani: Billy
- Jimmy Bridges: Bobby

## Premis i nominacions
- *1992: Premis Independent Spirit: Millor director. 5 nominacions
- *1992: National Board of Review: Millors deu pel·lícules
- *1992: Crítics de Los Angeles: Premi Nova Generació
- *1993: Crítics de Chicago: Nominada a Millor actriu revelació (Cynda Williams)

## Crítica
- *"Visceral, lírica i impúdica"[3]
- *"Dura, valenta i agressiva"[4]